# Jacek Polak (piłkarz)
Jacek Polak (ur. 3 czerwca 1968 w Pilchowicach) – polski piłkarz, grający na pozycji napastnika i pomocnika. Znany głównie z występów w Odrze Wodzisław Śląski.